# Gerald Mortag
Gerald Mortag (Gera, 8 de novembro de 1958 – 30 de janeiro de 2023) foi um ciclista alemão que competiu no ciclismo nos Jogos Olímpicos de Verão de 1980 em Moscou, onde ganhou a medalha de prata na perseguição por equipes de 4 km em pista.